# Szemere
Szemere é um município da Hungria, situado no condado de Borsod-Abaúj-Zemplén. Tem 26,3 km² de área e sua população em 2015 foi estimada em 384 habitantes.